# Gozdni slezenovec
Gozdni slezénovec (znanstveno ime Malva sylvestris) je zdravilna rastlina. 
Sama rastlina nima izrazitega vonja, zato pa ima omleden sluzast okus. Uporablja se predvsem za (bolezni dihal) ter lajšanje vnetja črevesja. Vsebuje namreč veliko sluzi, ki obložijo sluznico žrela in prebavil ter tako zmanjšajo draženje. 
Je t. i. urbana rastlina, saj raste po celotni Evropi v bližini človeških bivališč.
Druga ljudska imena za rastlino so: črni klobuk, divji papel, divji slez, divja škura, popel, slezen, solzena, škurva, ...